# Small Planet Airlines (Germany)
Small Planet Airlines GmbH — колишня німецька чартерна авіакомпанія зі штаб-квартирою в Берліні та є дочірньою компанією Small Planet Airlines, Литва
31 жовтня 2018 року компанія Small Planet Airlines Germany припинила всі операції і повернула більшість літаків своїм орендодавцям, тоді як її материнська компанія все ще обговорювала продаж своїх активів. У листопаді 2018 р. їх планували викупити SF Aviation Holding, який також володіє авіакомпанією VLM Airlines Brussels, але угода не була підписана. 28 листопада 2018 року було оголошено про те, що компанія Small Planet Airlines оголосила про банкрутство.

## Напрямки
З травня 2016 року компанія здійснює чартерні рейси за різними туристичними напрямками до Південної Європи

## Флот
Флот на травень 2018::
| Тип             | В дії | Замовлено | Пасажирів | Примітки |
| --------------- | ----- | --------- | --------- | -------- |
| Airbus A320-200 | 5     | 0         | 180       |          |
| Airbus A321-200 | 2     | 0         | 220       |          |
| Разом           | 7     | 0         |           |          |